# Liard
Liard (anglicky Liard River) je řeka v provincii Britská Kolumbie a na území teritorií Yukon a Severozápadní teritoria na severozápadě Kanady. Je 1215 km dlouhá. Povodí má rozlohu 276 000 km².

## Průběh toku

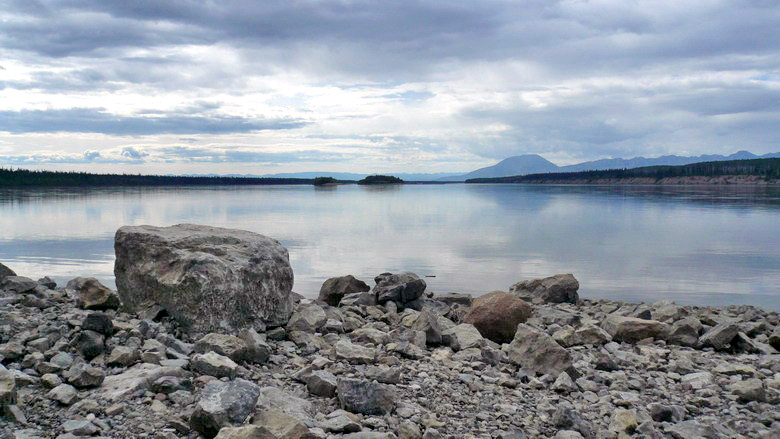
Řeka Liard, na záp. horizontu pohoří Nahanni Ranges

Pramení v pohoří Pelly v Yukonu. Na horním toku vytváří peřeje. Ústí zleva do Mackenzie.

### Přítoky
Největšími přítoky jsou Frances, Hyland, Dease, Jižní Nahanni, Fort Nelson, Petitot.

## Vodní režim
Průměrný roční průtok vody u Lower Post činí přibližně 1000 m³/s. Zamrzá od října do května. Nejvyšších vodních stavů dosahuje na jaře.

## Využití
Vodní doprava je možná do Fort Liard.